# Hvidovre
Hvidovre är centralorten i Hvidovre kommun i Region Hovedstaden i östra Danmark.  Orten ligger cirka sex kilometer väster om centrala Köpenhamn och räknas som en del av Köpenhamns tätort (Hovedstadsområdet). Antalet invånare var 52 818 den 1 januari 2017.

## Ortnamnets betydelse
"Ovre" i ortsnamnet har tolkats på flera olika sätt, men betyder troligen "vaktposten vid bäcken". "Hvid" betyder vit och kan syfta på färgen på Hvidovre kyrka.

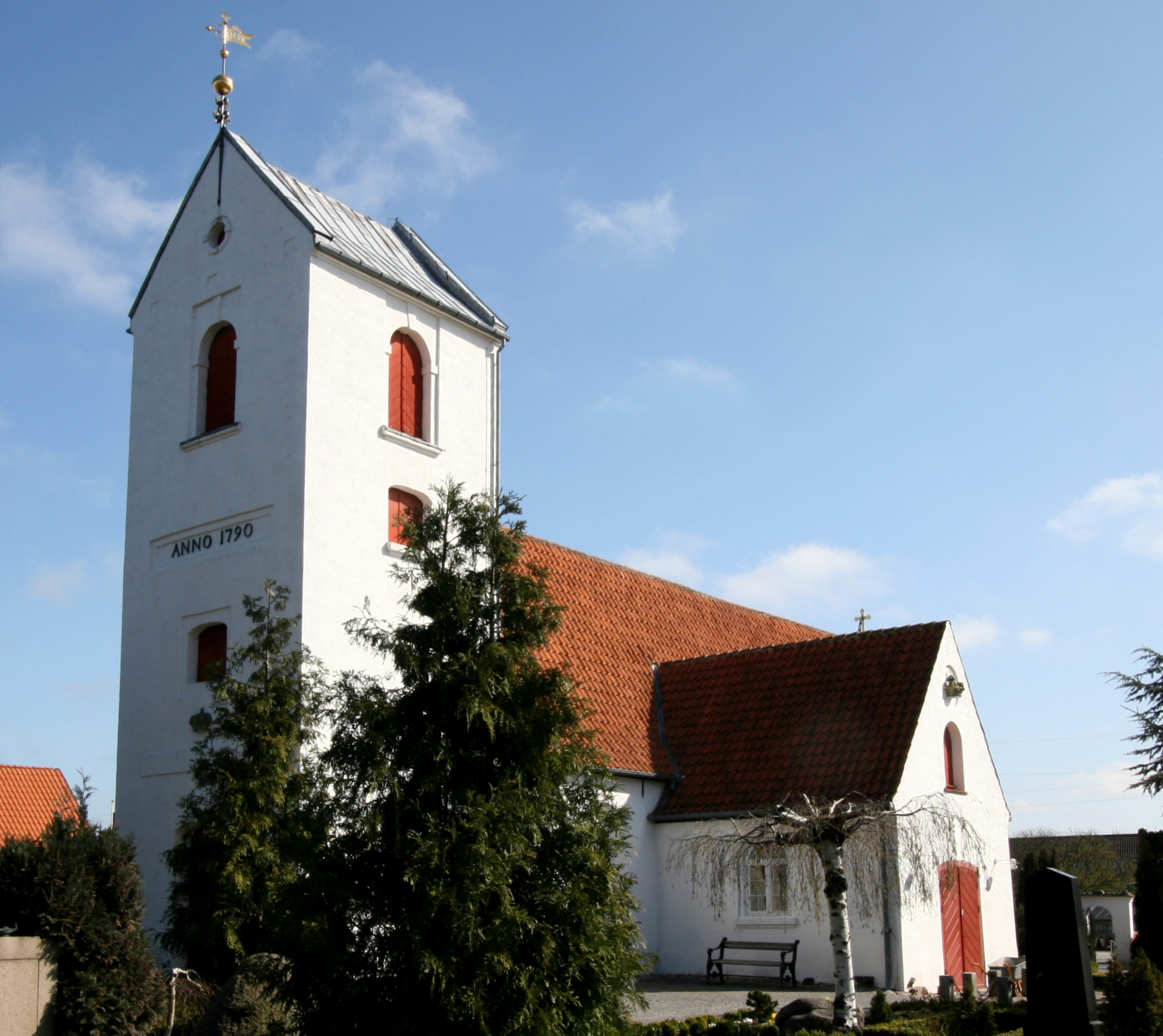
Hvidovre kyrka.